# Tricyphona sakkya
Tricyphona (Tricyphona) sakkya là một loài ruồi trong họ Pediciidae. Chúng phân bố ở vùng Indomalaya.